# Antônio Alves da Silva

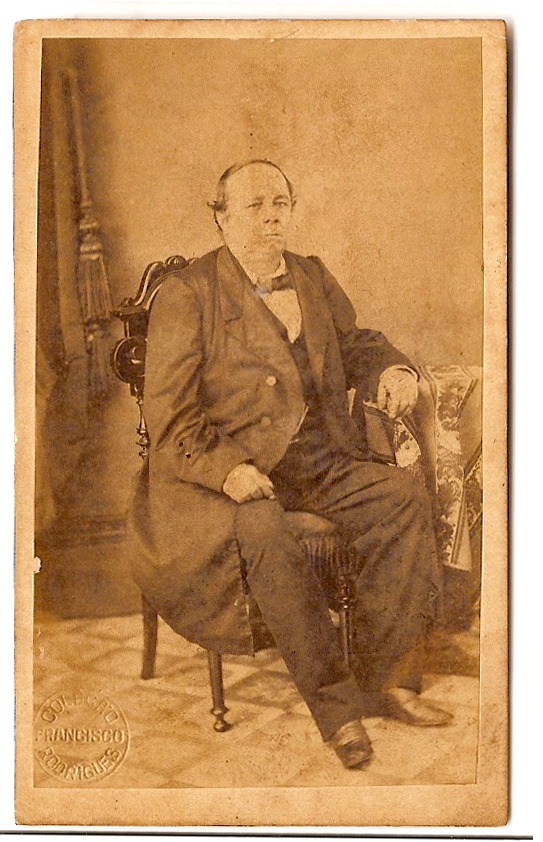
Antônio Alves da Silva, barão de Amaraji.

Antônio Alves da Silva, primeiro e único barão de Amaragy, (Pernambuco, 29 de maio de 1807 — Lisboa, Portugal, 12 de dezembro de 1873) foi um fazendeiro e político brasileiro. 
Era filho de Manoel Alves da Silva, senhor de engenho de Amaraji d´Água. Casou-se com Antônia Alves de Araújo, nascida em 1836, irmã do comendador José Pereira de Araújo. O casal teve seis filhos: Davina, Maria José, Francisca, Flora, Antônio e Júlio.
Antônio Alves era bem diferente de seu pai. Mesmo não tendo formação acadêmica, era bem mais requintado e urbano, dividindo seu tempo entre a casa do engenho Amaraji e o palacete da Rua Sete de Setembro, em Recife. Foi ele quem construiu a casa grande que existe até hoje na propriedade. A anterior, seguia o mesmo padrão dos casarões tradicionais dos séculos XVIII e XIX. Pensando na formação dos filhos e sobrinhos, teve o cuidado de trazer um padre de Portugal para educá-los. O religioso ocupava o melhor quarto da casa e dava aulas aos “ioiôs” e “iaiás” da família, segundo conta Manoel Lubambo. Ele também organizava muitas procissões, missas dominicais, novenas, rosários, etc. Aos sábados, dava aula de catecismo aos escravos, os quais também participavam ativamente de todos os atos religiosos.
O futuro barão tinha amigos de todas as classes sociais e a casa do engenho Amaraji era conhecida pelas festas que ele proporcionava. Os convidados eram os senhores de engenhos vizinhos, muitos seus aparentados, artistas, nobres e os amigos que moravam em Recife, entre eles, o comendador Manoel Figueiroa de Faria, proprietário do Diário de Pernambuco.
Antônio Alves da Silva foi agraciado com o título de Barão de Amaragy, pelo Decreto imperial de 29 de dezembro de 1867.
Certa vez, chegou ao conhecimento do barão que um lavrador vizinho, conhecido por seu temperamento desapontador, havia concedido carta de liberdade a duas filhas pequenas de uma estimada mucama da casa grande. Isso era coisa muito comum na época, mas de se espantar nesse caso, por se tratar do senhor de engenho vizinho, conhecido por sua avareza. 
A benesse, entretanto, durou pouco. Com a morte da mucama anos depois, ele tornou sem efeito as prerrogativas das duas cartas de liberdade, trazendo de volta à escravidão as duas pequenas libertas. Sabendo do sucedido, o barão de Amaraji, contratou um advogado. Dr. Feitosa, para fazer a defesa das menores já alforriadas. Essa questão, baseada no art. 179 do antigo Código Criminal, levou tempo e custou uma boa soma. A ação chegou à Suprema Corte que deliberou reconhecer o direito das menores, libertando-as. O barão custeou todas as despesas, até a viagem e estadia do advogado no Rio de Janeiro, que foi acompanhar e defender a apelação.
Durante a Guerra do Paraguai, no auge da luta, com os cofres da nação ficando vazios, pelos gastos excessivos do imperador Pedro I e a negligência de seu filho Pedro II, o barão fez uma doação, como contribuição de guerra, de vinte contos de reis. Como retribuição, o imperador concedeu a patente de “cadete” ao seu filho mais velho, Antônio Alves de Araújo.
Seu prestígio na região era muito grande. Uma de suas filhas, Maria José Alves de Araújo, casou com Antônio Epaminondas de Barros Correia, o barão de Contendas. A outra, Davina Alves de Araújo, com Dr. José Domingues da Silva, jurista formado pela faculdade de direito de Recife e proprietário do engenho Raiz de Fora.
No livro “História de uma Fotografia”, Gileno de Carli conta que o barão fez uma viagem a Portugal com a baronesa e o filho Antônio Alves, ainda pequeno. Quando se preparavam para regressar ao Brasil, o barão morreu. A esposa, que não queria deixar o corpo do marido enterrado numa terra estranha, tentou trazer o corpo embalsamado de navio, mas a legislação da época proibia o embarque de cadáveres, mesmo no formol. Então ela teve a ideia de trazer o caixão acondicionado numa caixa de piano. O plano deu certo. No desembarque em Recife, quando a “caixa do piano” ia sendo içada numa rede do navio para o barco que a levaria ao cais, o pequeno cadete grita: “Cuidado com meu pai!”, momento em que a baronesa vira-se pra ele e repreende: “Cala a boca, menino!” E assim o corpo chegou a Pernambuco e foi sepultado na capela do engenho Amaraji. O barão morreu no dia 12 de dezembro de 1873 em Lisboa, Portugal.
Era sobrinho paterno de Francisco Alves Cavalcanti Camboim, barão de Buíque; primo de Lourenço Bezerra Alves da Silva, barão de Caxangá e de Paulo Jacinto Tenorio de Albuquerque, barão de Palmeira dos índios.  

## Nobiliárquicos
Barão de Amaraji

Armas do barão de Amaraji.

Título conferido por decreto imperial em 29 de maio de 1867. Faz referência ao engenho Amaragy, na freguesia de Nossa Senhora da Apresentação da Escada (atualmente a cidade pernambucana de Amaraji), onde a família do nobre possuía o engenho.